# Józef Szczęśniak
Józef Szczęśniak (ur. 11 marca 1902 w Woli Morawickiej, zm. 20 czerwca 1979 w Sosnowcu) – polski działacz partyjny i państwowy, górnik i związkowiec. Poseł do Krajowej Rady Narodowej i na Sejm Ustawodawczy, wojewoda warszawski (1948–1949), przewodniczący Prezydiów Wojewódzkich Rad Narodowych we Wrocławiu (1951–1953), Koszalinie (1953–1954) i Białymstoku (1954–1956).

## Życiorys
Wychowywał się w Milowicach, tam w 1914 ukończył przykopalnianą szkołę powszechną. Od 1917 pracował jako pomocnik górniczy i górnik w kopalni w Milowicach, później w Hucie Milowice. Wstąpił do Związku Zawodowego Robotników Przemysłu Górniczego w Polsce, uczestniczył w strajkach i agitacjach, a także kolportował literaturę. Od 1923 członek Komunistycznej Partii Polski, wchodził w skład jej komitetów dzielnicowego w Czeladzi oraz Sosnowcu, zakładowego w hucie Milowice, został także sekretarzem w okręgu Zawiercie. Po 1929 pracował w Robotniczej Spółdzielni Spożywców Zagłębia Dąbrowskiego oraz kierownik sklepu przy kopalni „Hrabia Renard”. W 1935 wstąpił do Ligi Obrony Praw Człowieka i Obywatela. W czasie okupacji pracował jako robotnik torowy. W 1942 osadzony w obozie w Sosnowcu za ukrywanie córki przed wywózką na roboty przymusowe, ponownie aresztowany od 1943/4 do stycznia 1945 w obozie policyjnym w Mysłowicach.
Po II wojnie światowej szef Okręgowej Komisji Związków Zawodowych w Sosnowcu i Centralnego Związku Zawodowego Górników w Katowicach. W lutym 1945 wstąpił do Polskiej Partii Robotniczej, z którą w 1948 przystąpił do PZPR. W ramach PPR był zastępcą członka Komitetu Centralnego oraz przewodniczącym Wojewódzkiej Komisji Rewizyjnej w Katowicach. Od 1945 radny i członek prezydium Wojewódzkiej Rady Narodowej w Katowicach. W grudniu 1945 powołany w skład Krajowej Rady Narodowej, następnie od 1947 do 1952 zasiadał w Sejmie Ustawodawczym. Od 1948 do 1950 zajmował stanowisko dyrektora Centralnego Zarządu Przemysłu Węglowego. Od grudnia 1948 do marca 1954 wchodził w skład Komitetu Centralnego PZPR. Był przewodniczącym Prezydiów Wojewódzkich Rad Narodowych oraz jednocześnie członkiem Komitetów Wojewódzkich PZPR we Wrocławiu (p.o., 24 listopada 1950 – 24 czerwca 1953), Koszalinie (27 czerwca 1953 – 15 grudnia 1954) oraz Białymstoku (15 grudnia 1954 – 1 grudnia 1956). Po odwilży październikowej 1956 odsunięty na boczny tor, od 1957 do 1960 kierownik działu norm, płacy i pracy w kopalni „Milowice”, w 1960 przeszedł na rentę. W Sosnowcu pełnił też funkcję członka Komitetu Miejskiego PZPR oraz radnego Miejskiej Rady Narodowej. Objął funkcję szefa Zarządu Wojewódzkiego Związku Emerytów i Inwalidów w Katowicach.
Pochowany na cmentarzu parafialnym przy bazylice katedralnej Wniebowzięcia Najświętszej Maryi Panny w Sosnowcu.

## Odznaczenia
Odznaczony Krzyżem Oficerskim (dwukrotnie, w tym raz w 1946) i Komandorskim Orderu Odrodzenia Polski oraz Srebrnym Orderem Sztandaru Pracy I klasy.